# ملعب الخمسة آلاف
ملعب الخمسة آلاف متفرج المعروف أيضًا باسم ملعب الحسين هو ملعب مخصص لمباريات كرة القدم يقع مقره في بغداد، العراق. وهو الملعب الرئيسي لنادي الحسين. يستوعب 5000 متفرج.